# Пролетарская (станция метро, Нижний Новгород)
«Пролета́рская» — 6-я станция Нижегородского метрополитена. Расположена на Автозаводской линии, между станциями «Двигатель Революции» и «Автозаводская».
Станция расположена недалеко от границы Ленинского и Автозаводского районов, на главном проезде, соединяющем Автозавод с остальным городом, недалеко от парка «Дубки». Вблизи станции находятся два депо — электродепо «Пролетарское» и троллейбусное депо № 3.

## История и происхождение названия
Открытие станции состоялось 20 ноября 1985 года в составе первого пускового участка Нижегородского метрополитена «Московская» — «Пролетарская».
Своё название получила в честь советского пролетариата, поскольку расположена в рабочем районе — Ленинском.

## Расположенные у метро объекты
- Троллейбусное депо № 3
- Электродепо ТЧ-1 «Пролетарское»
- Парк «Дубки»
- Супермаркет «Новый век»

## Вестибюли
Имеет два подземных вестибюля для входа и выхода пассажиров. Они стоят на развилке между проспектом Ленина и улицей Переходникова. Вестибюли находятся в зоне крупной транспортной развязки Нижнего Новгорода, поэтому станция «Пролетарская» считается одной из самых напряжённых станций после «Московской».

## Архитектура и оформление
Колонны и путевые стены станции отделаны желтоватым мрамором «коелга». На широких колоннах есть вертикальные углубления со стороны платформы и центрального зала, отделанные розовым мрамором «буровщина». На стенах также есть углубления с мрамором различных оттенков красного цвета. Пол выложен красным и серым гранитом. Светильники скрыты в ребристом потолке; в отличие от других колонных станций Нижегородского метрополитена, ярко освещён не только центральный зал, но и посадочные платформы. Над входами на платформу расположены две композиции из кованой меди на тему труда и мира.

### Техническая характеристика
Станция мелкого заложения колонного типа. Шаг колонн — 6 метров.

## Привязка общественного транспорта
Возле станции «Пролетарская» проходит несколько маршрутов городского общественного транспорта:

### Автобусные маршруты
| №  | Пересадки                                                                                    | Конечный пункт 1            | Следует по улицам | Конечный пункт 2       |
| -- | -------------------------------------------------------------------------------------------- | --------------------------- | --- | ---------------------- |
| 9  | Московская Ленинская Заречная Двигатель Революции                                            | Завод «Красное Сормово»     | ул. Коминтерна, ул. Бурнаковская, ул. С. Акимова, ул. Совнаркомовская, ул. Советская, пл. Революции, ул. Долгополова (обратно — ул. Литвинова), ул. Июльских Дней, пр. Ленина, ул. Переходникова, пр. Бусыгина, ул. Львовская, ул. Плотникова, ул. Краснодонцев, пр. Ильича, ул. Красноуральская, ул. Спутника, ул. Толбухина, ул. Мончегорская                                                | Улица Космическая      |
| 15 | Петряевка                                                                                    | ЖК «Окский берег»           | ул. Гагарина, ул. Богородская, ул. Приокская, пр. Олимпийский, трасса Р-125, пр. Гагарина, Мызинский мост, ул. Новикова-Прибоя, ул. Переходникова, пр. Бусыгина, ул. Львовская, ул. Плотникова, ул. Краснодонцев, пр. Молодёжный | Петряевка              |
| 20 | Автозаводская Комсомольская Кировская Парк Культуры                                          | Улица Деловая               | ул. Родионова, ул. Бринского, ул. Н. Сусловой, ул. Ванеева, ул. Белинского, пл. Лядова, пл. Комсомольская, ул. Молитовская, ул. Голубева, ул. Баумана, ул. Памирская, ул. Г. Успенского, ул. Нахимова, пр. Ленина, пл. Киселёва, ул. Веденяпина, ул. Лескова, ул. Я. Купалы, ул. Коломенская, ул. Минеева, ул. Патриотов, ул. Ореховская, ул. Безводная                                        | Стригино               |
| 31 | Автозаводская Комсомольская Кировская Парк культуры                                          | пос. Нагулино               | ул. Новополевая, ул. Рельсовая, ул. Ореховская, ул. Гайдара, Южное шоссе, ул. Веденяпина, пл. Киселёва, пр. Ленина, ул. Переходникова, пр. Бусыгина, ул. Ермоловой | пос. Парижской Коммуны |
| 40 | Горьковская Заречная Двигатель Революции Автозаводская Комсомольская Кировская Парк культуры | Верхние Печёры              | ул. Родионова, пл. Сенная, пл. Минина и Пожарского, ул. Варварская, пл. Свободы, ул. Горького, пл. Горького, ул. Б. Покровская, пл. Лядова, пл. Комсомольская, пр. Ленина, пл. Киселёва, ул. Веденяпина, Южное шоссе, ул. Я. Купалы, Южный бульвар | микрорайон «Юг»        |
| 56 | Варя Заречная Двигатель Революции Автозаводская Комсомольская Кировская Парк Культуры        | Завод «Красное Сормово»     | ул. Коминтерна, ул. Страж Революции (назад — ул. 50 лет Победы), пр. Героев, Комсомольское шоссе, пр. Ленина, пл. Киселёва, пр. Молодёжный | Стригино               |
| 58 | Горьковская Заречная Двигатель Революции                                                     | Улица Деловая               | ул. Родионова, пл. Сенная, ул. Минина, пл. Минина и Пожарского, ул. Варварская, пл. Свободы, ул. Горького, пл. Горького, ул. Б. Покровская, пл. Лядова, пл. Комсомольская, пр. Ленина, ул. Переходникова, пр. Бусыгина, ул. Дьяконова, пр. Октября, пр. Ильича, ул. Красноуральская, ул. Спутника, ул. Толбухина, ул. Мончегорская                                                             | Улица Космическая      |
| 63 | Автозаводская Кировская Парк культуры                                                        | мкр. Юг                     | бульвар Южный, ул. Шнитникова, ул. Веденяпина, пл. Киселёва, пр. Ленина, Мызинский мост, пр. Гагарина, ул. 40-лет Октября, ул. Шатковская, ул. Полярная, ул. академика Сахарова, ул. Рокоссовского, ул. Ивлиева | ТЦ «Жар-Птица»         |
| 64 | Горьковская Счастливая                                                                       | Улица Усилова               | ул. Родионова, пл. Сенная, ул. Минина, пл. Минина и Пожарского, ул. Варварская, пл. Свободы, ул. Горького, пл. Горького, ул. Б. Покровская, пл. Лядова, пл. Комсомольская, ул. Молитовская, ул. Голубева, ул. Баумана, ул. Памирская, ул. Космонавта Комарова, ул. Г. Успенского, ул. Нахимова, пр. Ленина, ул. Переходникова, ул. Дьяконова, ул. Раевского, ул. Строкина, ул. Советской Армии | мкр. Соцгород-2        |
| 65 | Кооперативная Счастливая                                                                     | Улица Космическая           | ул. Космическая, ул. Мончегорская, ул. Коломенская, ул. Краснодонцев, ул. Советской Армии, ул. Строкина, ул. Раевского, ул. Дьяконова, пр. Бусыгина, ул. Переходникова, ул Новикова-Прибоя, ул. Удмуртская, ул. Кузбасская, ул. Рябцева, ул. Чаадаева, ул. Мирошникова, ул. Черняховского, ул. Циолковского, ул. Светлоярская, ул. Телеграфная, пр. Кораблестроителей, ул. Зайцева             | ЗКПД-4                 |
| 68 | Горьковская проспект Гагарина Автозаводская Комсомольская Кировская Парк культуры            | Площадь Минина и Пожарского | ул. Варварская, пл. Свободы, ул. Горького, пл. Горького, ул. Б. Покровская, пл. Лядова, пр. Гагарина, Мызинский мост, пр. Ленина, пл. Киселёва, ул. Лескова, ул. Орбели | Улица Космическая      |
| 69 | Стрелка Московская Канавинская 435 км Счастливая Парк Культуры                               | Мещерское озеро             | ул. К. Маркса, ул. С. Акимова, Московское шоссе, ул. Кузбасская, ул. Удмуртская, ул. Новикова-Прибоя, ул. Переходникова, пр. Бусыгина, ул. Дьяконова, пр. Октября, пл. Киселёва, ул. Веденяпина, Южное шоссе, ул. Я. Купалы, Южный бульвар | микрорайон «Юг»        |
| 73 |                                                                                              | Молококомбинат              | ул. Ларина, Мызинский мост, ул. Переходникова, пр. Бусыгина, ул. Дьяконова, ул. Раевского, ул. Строкина | Соцгород-2             |
| 77 | Автозаводская Комсомольская Кировская                                                        | Автовокзал «Щербинки»       | пр. Гагарина, Мызинский мост, пр. Ленина, пл. Киселёва, ул. Веденяпина, Южное шоссе, ул. Янки Купалы, ул. Коломенская, ул. Мончегорская, ул. Космическая | Улица Космическая      |
| 85 | проспект Гагарина                                                                            | Мыза                        | пр. Гагарина, Мызинский мост, ул. Переходникова, пр. Бусыгина, ул. Львовская, ул. Строкина, ул. Краснодонцев, ул. Колхозная, ул. Я. Купалы | мкр. Юг                |

- Маршрутное такси:
  - № т13 «Пл. Революции — ул. Баумана — мкр. Юг»
  - № т37 «Пл. Горького — Ж/Д станция „Петряевка“»
  - № т40 «Ул. Усилова — мкр. Юг»
  - № т49 «метро „Стрелка“ — ул. Кузбасская — Ул. Космическая»
  - № т59 «ЖК „Торпедо“ — Красное сормово»
  - № т65 «ЗКПД-4 — Ул. Космическая»
  - № т67 «метро „Стрелка“ — пр. Ленина — ул. Космическая»
  - № т76 «Ул. Дубравная — А/С „Щербинки“»
  - № т81 «Кузнечиха-2 — пл. Лядова — Соцгород-2»
  - № т83 «Афонино — ул. Белинского — Соцгород-2»
  - № т86 «метро „Стрелка“ — ул. Баумана — А/С „Щербинки“»
  - № т87 «катер „Герой“ — ЖК „Торпедо“»
  - № т97 «Ул. Богдановича — Мостоотряд»
  - № т138 «метро „Стрелка“ — соцгород-2»

#### Пригородные и междугородние
| №   | Конечный пункт 2  |
| --- | ----------------- |
| 300 | А/С «Кстово»      |
| 315 | Посёлок Ивановка  |
| 370 | ЖК «Окский берег» |

### Троллейбусные маршруты
| №  | Пересадки                                           | Конечный пункт 1 | Следует по улицам | Конечный пункт 2 |
| -- | --------------------------------------------------- | ---------------- | --- | ---------------- |
| 2  | Автозаводская Комсомольская Кировская Парк культуры | Улица Минеева    | ул. Лескова, пл. Киселёва, пр. Ленина, ул. Переходникова, пр. Бусыгина, ул. Дьяконова                                                                   | Счастливая       |
| 11 | Автозаводская Комсомольская Кировская               | «Пролетарская»   | пр. Ленина, пр. Ильича, пр. Октября, ул. Раевского, ул. Плотникова, ул. Краснодонцев, ул. Комсомольская (обратно — пр. Октября, пр. Ильича, пр. Ленина) | мкр. Соцгород-2  |
| 12 | Автозаводская Комсомольская Кировская Парк культуры | «Пролетарская»   | пр. Ленина, пл. Киселёва, ул. Веденяпина, Южное шоссе, ул. А. Гайдара                                                                                   | Улица Патриотов  |

     маршрут работает только в будние дни в «часы-пик»

### Трамвайные маршруты
| №   | Пересадки                                        | Конечный пункт 1  | Следует по улицам | Конечный пункт 2 |
| --- | ------------------------------------------------ | ----------------- | --- | ---------------- |
| 8   | Автозаводская Комсомольская Кировская            | Улица Игарская    | ул. Новикова-Прибоя, ул. Переходникова, пр. Ленина, пл. Киселёва, ул. героя Смирнова, ул. Минеева, ул. Патриотов, ул. Ореховская, ул. Рельсовая                                       | Гнилицы          |
| 417 | Чкаловская Автозаводская Комсомольская Кировская | Московский вокзал | ул. Чкалова, ул. Обухова, ул. Климовская, ул. Зелёная, ул. Дружбы, ул. Аксакова, ул. Новикова-Прибоя, ул. Переходникова, пр. Ленина, пр. Кирова, ул. Красных Партизан, пр. Молодёжный | 52 квартал       |

## Путевое развитие
За станцией, в сторону «Автозаводской», от обоих путей линии отходят соединительные ветви в электродепо ТЧ-1 «Пролетарское».

## Галерея

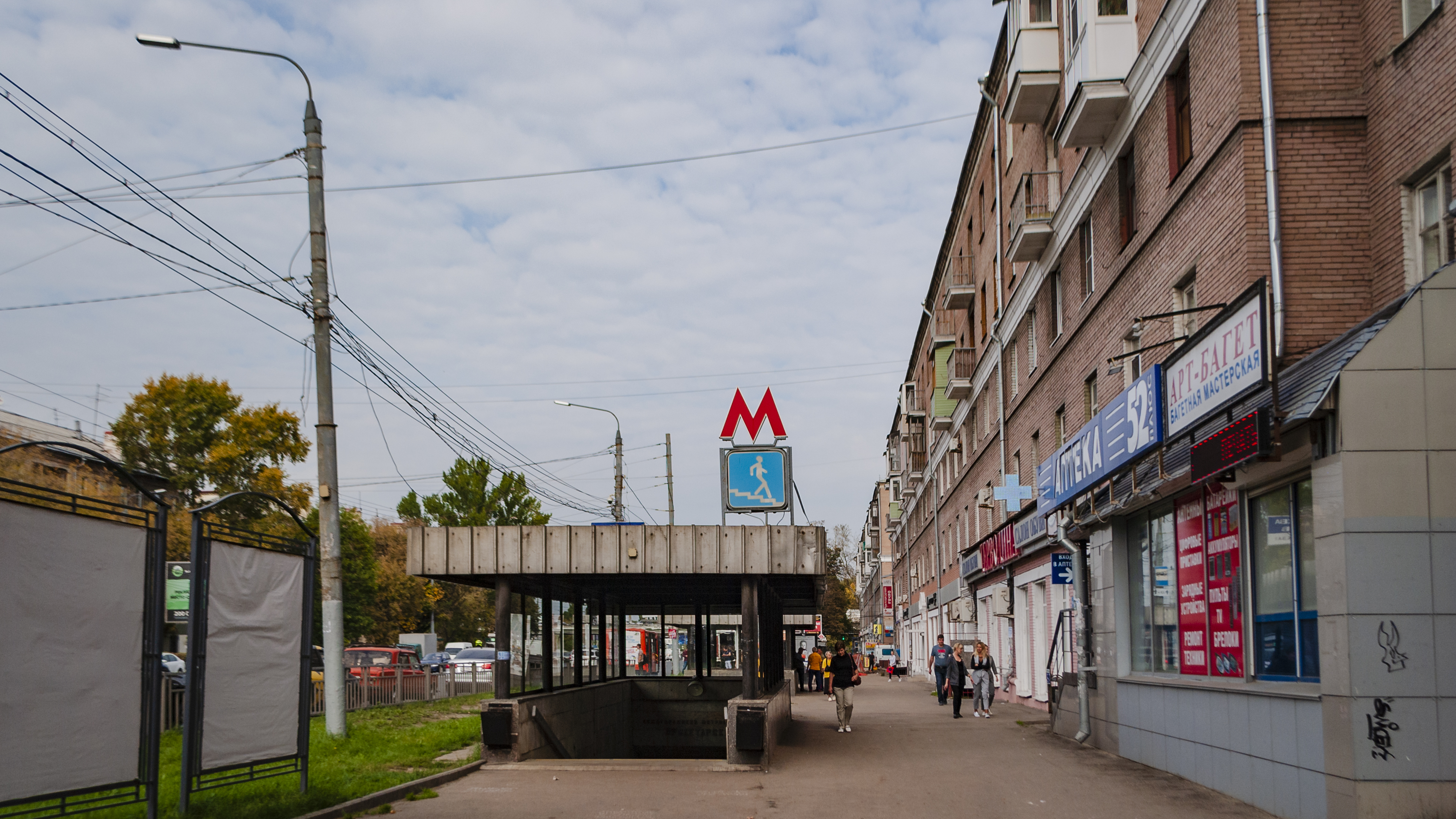
Вход на станцию
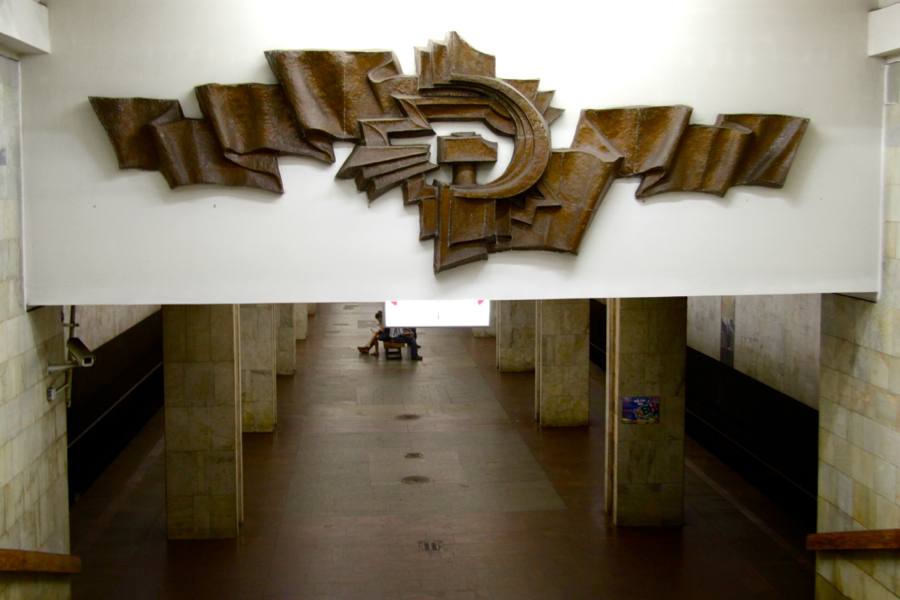
Композиция над спуском на платформу
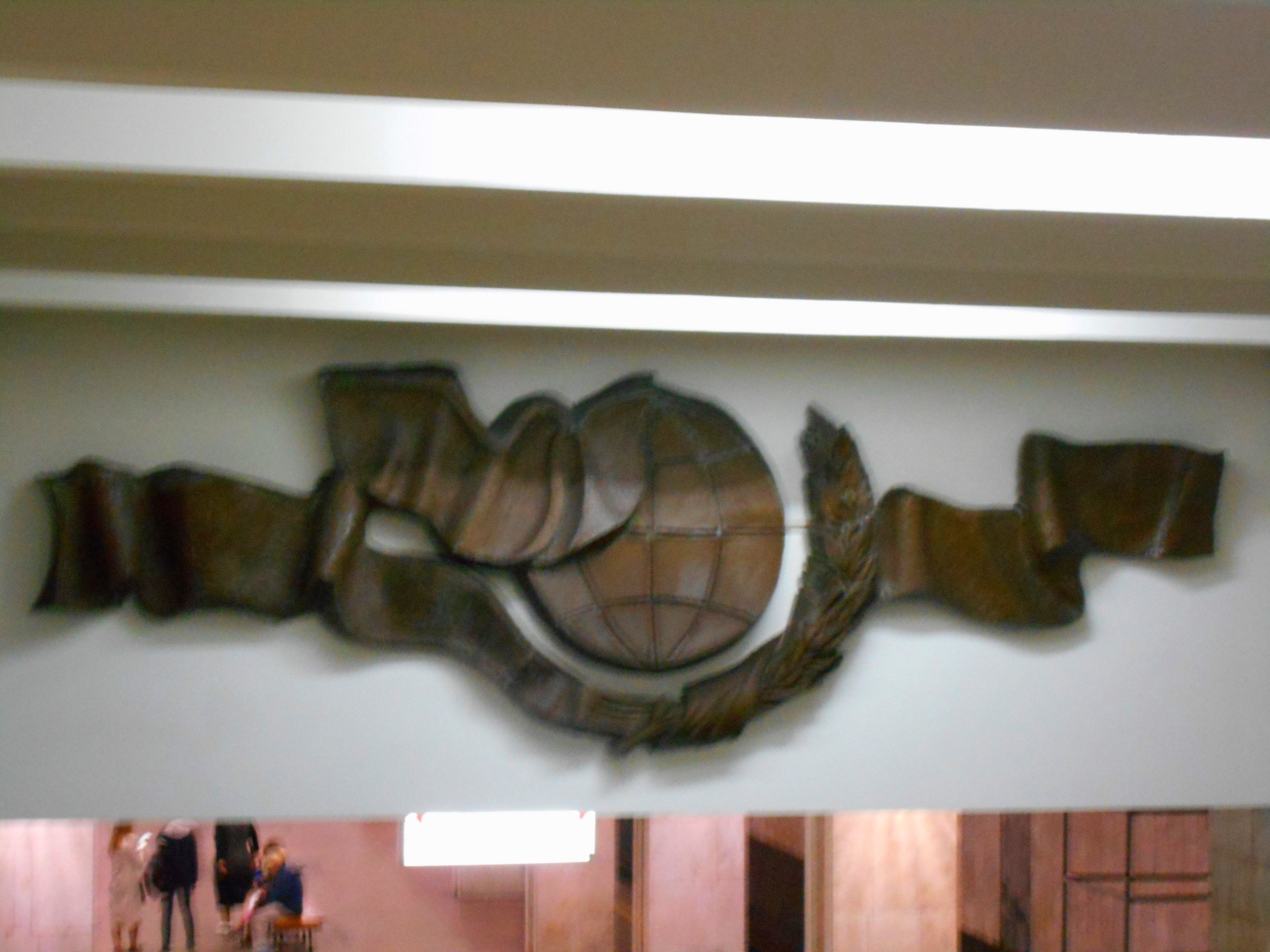
Композиция над спуском на платформу
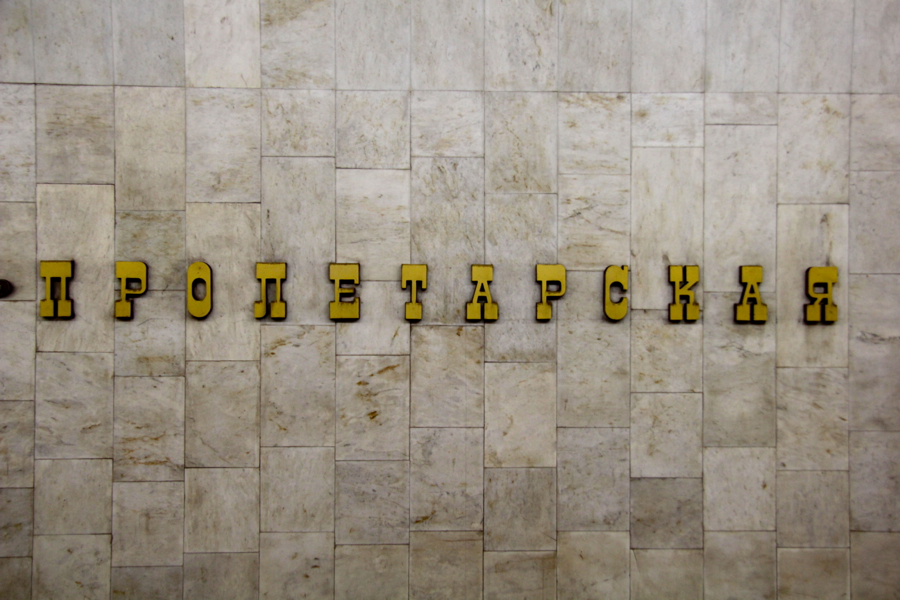
Название станции на путевой стене
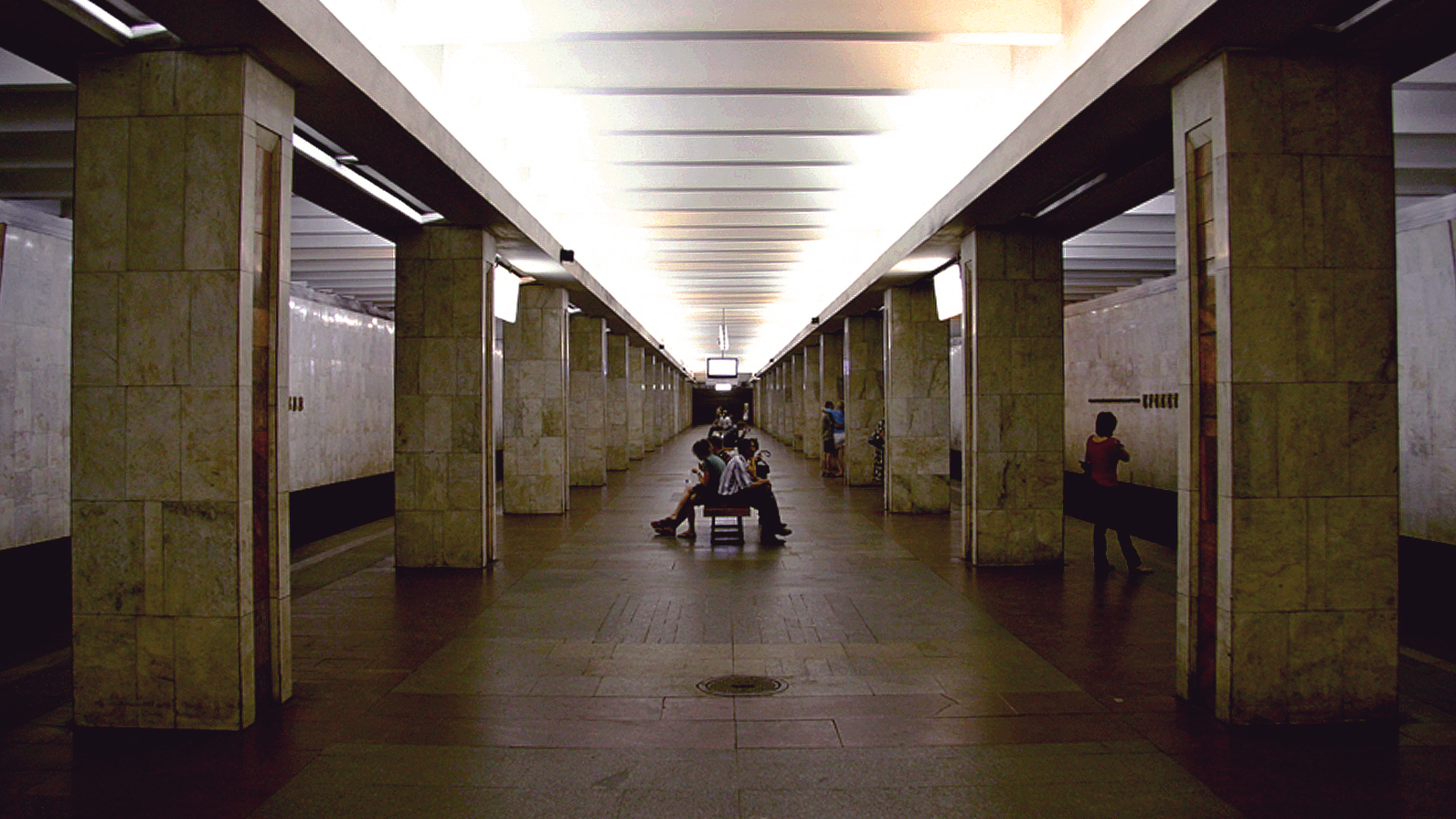
Посадочная платформа
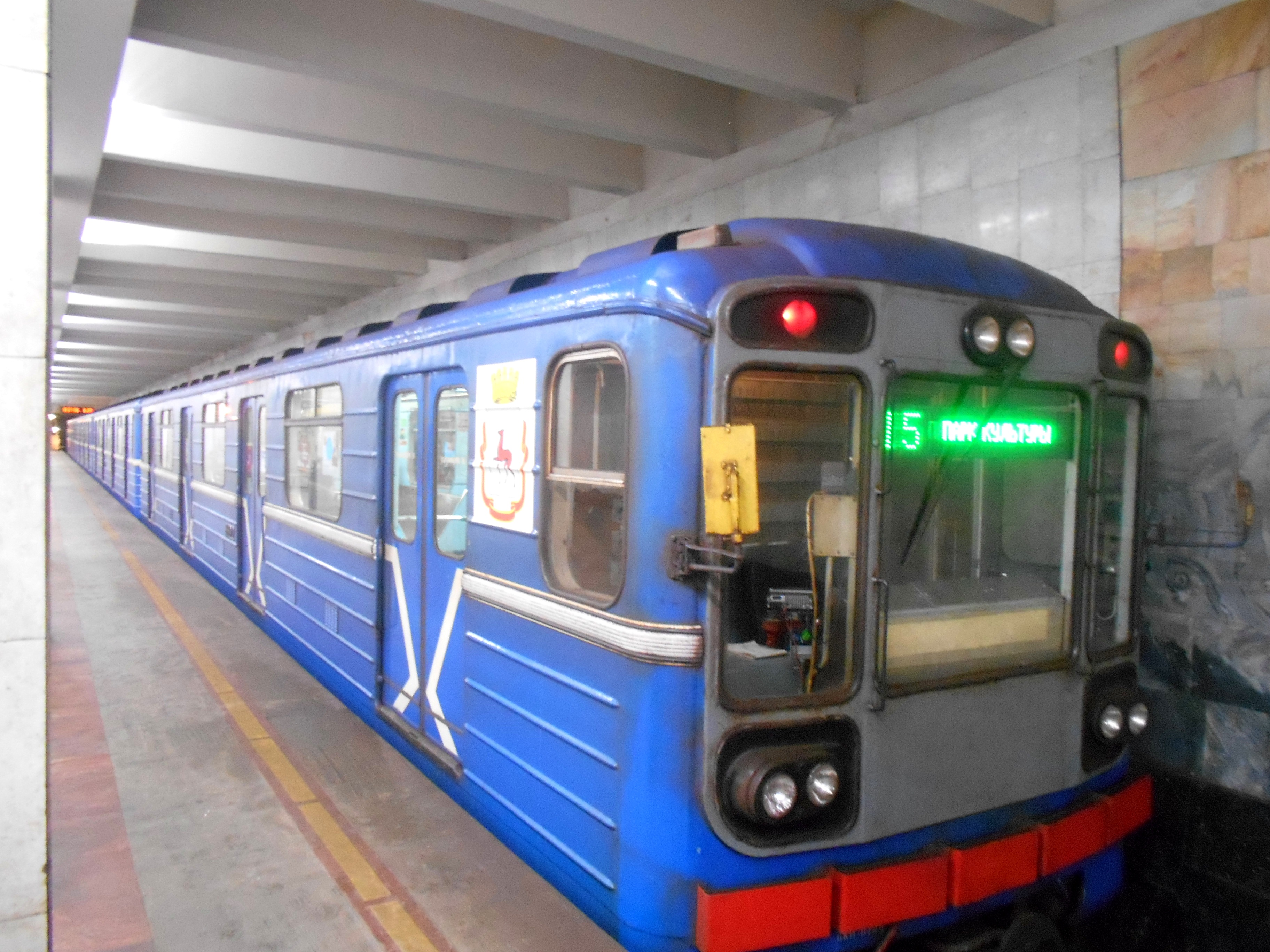
Поезд на станции